# Ghiacciaio Cap
Il ghiacciaio Cap (Cap Glacier) è un ghiacciaio situato nell'Alaska (Stati Uniti) sud-centrale situato nel Census Area di Valdez-Cordova).

## Dati fisici
Il ghiacciaio si trova all'estremità nord-occidentale della Foresta Nazionale di Chugach (Chugach National Forest). Ha una dimensione massima di 5 km; il suo orientamento nord-ovest/sud-est e nasce nel gruppo montuoso Chugach (estremità nord-occidentale). La porzione terminale di Cap non finisce nel mare, è un ghiacciaio pensile circondato da rocce esposte; si forma ad una altitudine di circa 1.000 m s.l.m. mentre il fronte termina a circa 500 m s.l.m..
Il ghiacciaio, sovrastato da un picco montano senza nome alto 1.303 m s.l.m., si scioglie nel lago Davis (Davis Lake) e il cui torrente emissario sfocia nel braccio di mare chiamato Port Wells all'imboccatura del College Fiord. Sia il braccio di mare che il fiordo si trova nello Stretto di Prince William (Prince William Sound). Il ghiacciaio Cap insieme al ghiacciaio Tommy e un altro ghiacciaio senza nome sono i tre ghiacciai più a sud che si riversano nel fiordo "College". In base alle osservazioni "a vista" tutti e tre questi ghiacciai mostrano prove di ritirata ininterrotta.
Altri ghiacciai vicini al Cap sono:
| Nome del ghiacciaio | Quota alle coordinate indicate (m s.l.m.) | Coordinate             | Distanza e direzione dal ghiacciaio |
| ------------------- | ----------------------------------------- | ---------------------- | ----------------------------------- |
| Tommy Glacier       | 826                                       | 60°59′17″N 147°53′14″W | 4 km verso nord                     |
| Crescent Glacier    | 598                                       | 60°59′28″N 148°51′17″W | 5 km verso nord-est                 |
| Eaglek Glacier      | 878                                       | 60°56′10″N 147°47′54″W | 6 km verso est                      |

## Accessi e turismo

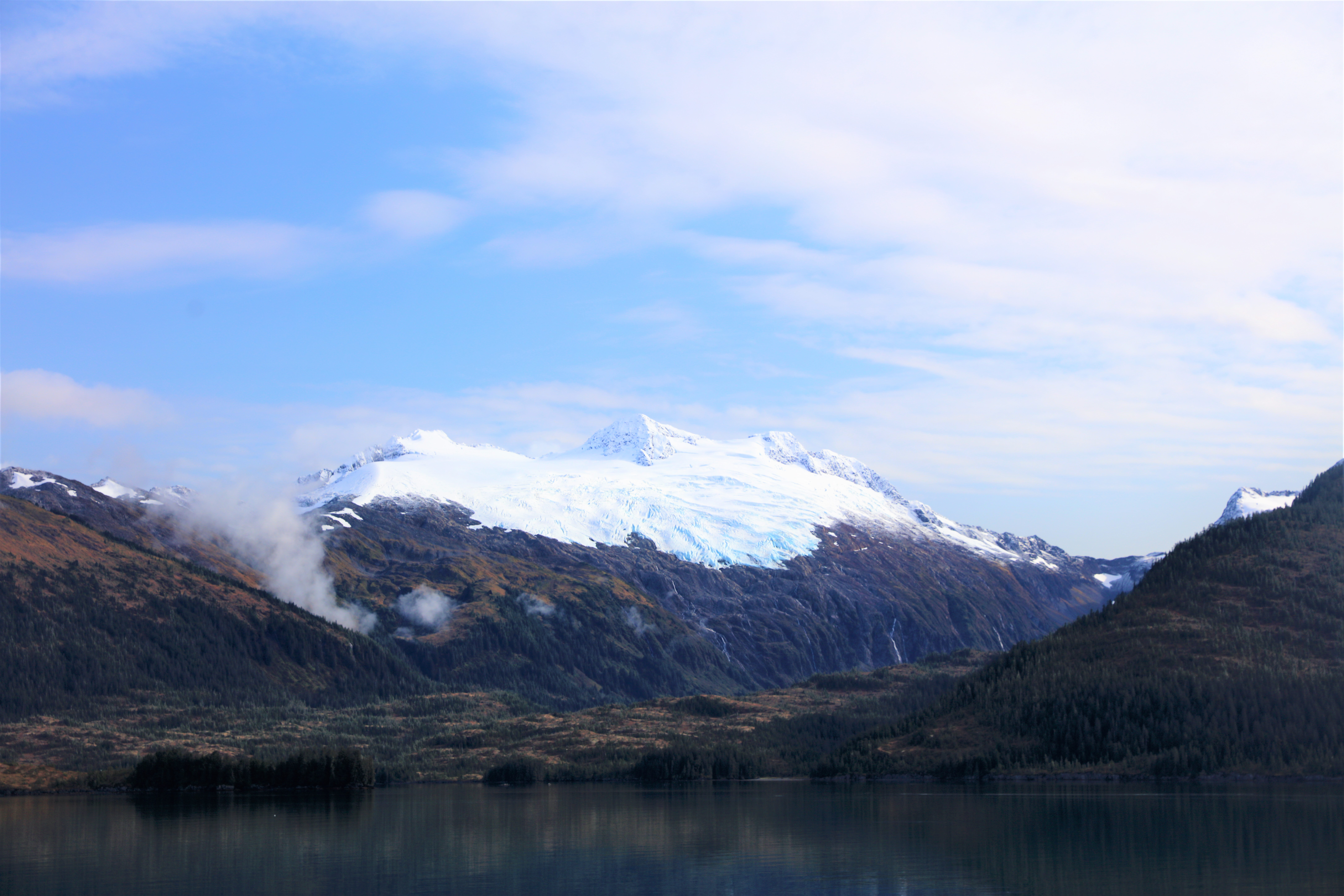
Il ghiacciaio in Settembre visto dal braccio di mare Port Wells

Il ghiacciaio è visibile dal braccio di mare chiamato Port Wells ed è raggiungibile solamente via mare da Whittier (50 km circa) a da Valdez (oltre 150 km circa). Durante la stagione turistica sono programmate diverse escursioni via mare da Whittier per visitare il ghiacciaio e quelli vicini.